# 伊凯尔·罗梅罗
伊凯尔·罗梅罗（西班牙語：Iker Romero，1980年6月15日—），西班牙男子手球运动员。他曾代表西班牙国家队参加2008年夏季奥林匹克运动会男子手球比赛，获得一枚铜牌。